# Elaeocarpus fulgens
Elaeocarpus fulgens är en tvåhjärtbladig växtart som beskrevs av Albert Charles Smith. Elaeocarpus fulgens ingår i släktet Elaeocarpus och familjen Elaeocarpaceae. Inga underarter finns listade i Catalogue of Life.